# Мейёр, Мария-Луиза
Мари́я-Луи́за Феброни́ Мейёр (фр. Marie-Louise Fébronie Meilleur, урожд. Шассе́ (фр. Chassé); 29 августа 1880, Камураска, Квебек, Канада — 16 апреля 1998, Корбейл, Онтарио, Канада) — старейшая долгожительница Канады, возраст которой подтверждён Исследовательской группой геронтологии (GRG). Франкоканадская долгожительница, старейшая жительница мира с 4 августа 1997 года по 16 апреля 1998 года. Является старейшей когда-либо жившей верифицированной жительницей Канады.

## Биография
Мария-Луиза Мейёр родилась в муниципалитете Камураска канадской провинции Квебек. В 30 лет перебралась в провинцию Онтарио. Умерла 16 апреля 1998 года.
Мейёр доказывала, что долголетие является результатом постоянной работы, которой её обеспечили два замужества, а также десять детей. Долгожительница не скрывала, что время от времени пила вино, а с табакокурением попрощалась только в 90 лет.

## См.также
- Список старейших людей в мире
- Список старейших женщин